# 汤传楹
汤传楹（1620年—1644年），字子翰，一字子輔，更字卿谋，斋名荒荒斋，南直隶苏州府吴县（今江苏省苏州市）人，明末诗人，苏州才子。
早年與尤侗在长洲县学就讀，一时瑜亮，遂成为好友。與陸壽國、陸壽名兄弟、尤侗结“四子社”。湯氏高才不第，多病多愁，常和妻子“药烟相对袅”。又曰：“人生不可不储三副痛泪，一副哭天下大事不可为，一副哭文章不遇识，一副哭从来沦落不偶佳人。”甲申之变時，汤卿谋哭悼不已，伤心而病，遽然离世，年僅二十五歲。髮妻丁氏亦随之殉亡。著有《湘中草》、《闲余笔话》、《曲录》，并行于世。现存《湘中草》六卷，附於尤侗《尤太史西堂全集》後。其事迹散见于明清两朝野史。1937年钱锺书作《石遗先生挽诗》有云：“幾副卿谋泪，悬河决溜时。”